# كولن هارفي
كولن هارفي (بالإنجليزية: Colin Harvey)‏ (16 نوفمبر 1944 بليفربول في المملكة المتحدة - ) هو مدرب كرة قدم ولاعب كرة قدم بريطاني في مركز الوسط. شارك مع منتخب إنجلترا لكرة القدم. أما مع النوادي، فقد لعب مع شيفيلد وينزداي ونادي إيفرتون.

## مسيرته الكروية
لعب كولن هارفي خلال مسيرته الاحترافية مع ناديين في أربعة عشر موسمًا وسجل خلالها 20 هدف ضمن 366 مباراة. حيث فاز في موسم واحد بالكأس وفي موسم واحد بالدوري.
خاض كولن هارفي مسيرته مع نادي إيفرتون في موسم 1963–64 ليلعب معه اثنا عشر موسمًا، مشاركًا في 321 مباراة سجل خلالها 18 هدفًا. ثم انتقل إلى نادي شيفيلد وينزداي في موسم 1974–75 ولمدة موسمين، حيث شارك في 45 مباراة سجل خلالها هدفين.

## وصلات خارجية
- كولن هارفي على موقع قاعدة بيانات كرة القدم.إي يو (الإنجليزية)
- كولن هارفي على موقع ناشيونال فوتبول تيمز (الإنجليزية)